# Alessandro Faccin
Alessandro Faccin (Valdagno, 28 settembre 1998) è un hockeista su pista italiano.

## Carriera
Figlio dell'ex attaccante Antonio Faccin, capocannoniere della Serie A 1978, è cresciuto sportivamente nelle file del Trissino insieme ai coetanei Alberto Greco e Filippo Schiavo; con la formazione vicentina si è laureato campione d'Italia e d'Europa nel 2022. A livello di club ha militato anche nell'Amatori Lodi.

## Palmarès
- Campionato italiano: 1

Trissino: 2021-2022
- CERH European League: 1

Trissino: 2021-2022